# Spratelloides delicatulus
Spratelloides delicatulus (Bennett, 1832) è un pesce osseo marino appartenente alla famiglia Clupeidae.. 

## Distribuzione e habitat
L'areale di S. delicatulus è ampio e comprende l'intero Indo-Pacifico tropicale e subtropicale a partire dal mar Rosso e le coste africane orientali alle isole della Società e giungendo a nord al Giappone meridionale e a sud all'Australia settentrionale. In seguito alla migrazione lessepsiana si è diffuso nella parte più orientale del mar Mediterraneo dove è rimasto noto per decenni per due catture effettuate in Israele nel 1978 per poi espandersi in maniera molto rapida a partire dagli anni 2000. Da allora è presente dall'Egitto al Libano ma è soprattutto comune nelle acque israeliane.
È un pesce pelagico in acque costiere si trova anche nelle lagune, presso le barriere coralline e lungo le spiagge sabbiose.
È riportata una distribuzione batimetrica fra 0 e 50 metri.

## Descrizione
L'aspetto di questo pesce è simile a quello degli altri Clupeidae mediterranei come la sardina o l'alaccia. Il corpo molto snello, allungato e poco compresso lateralmente, con pinna dorsale inserita in avanti, con l'origine delle pinne ventrali posta dietro la fine della dorsale. La bocca arriva alla verticale del bordo anteriore dell'occhio. Al contrario che in molti altri clupeidi sul profilo ventrale non sono presenti gli scuti, ovvero scaglie carenate sensibili al tatto ma è presente una scaglia modificata a forma di W alla base delle ventrali. La livrea è argentea ma non molto brillante con toni bluastri o verdastri sul dorso.
Misura da 4 a 6 cm di lunghezza, con un massimo di 8 cm.

## Biologia
È una specie a ciclo breve con vita che non supera in genere i 4-8 mesi.

### Comportamento
È un animale gregario che forma banchi numerosi.

### Alimentazione
Si nutre di zooplancton di superficie, soprattutto di crostacei copepodi ma anche di altri organismi planctonici.

### Riproduzione
Si riproduce a 2-4 mesi di vita. La femmina depone da 799 a 926 uova.

### Predatori
È riportata come preda di varie specie di Belonidae, dei carangidi Atule mate, Caranx melampygus, Megalaspis cordyla, Scomberoides lysan e Scomberoides tol, degli scombridi Auxis thazard, Euthynnus affinis e Rastrelliger kanagurta nonché di predatori di altre famiglie come Chirocentrus dorab, Lutjanus ehrenbergii, Lutjanus vitta, Epinephelus fuscoguttatus, Plectropomus leopardus e da uccelli della famiglia Sternidae.

## Pesca
Questa specie viene pescata soprattutto per essere impiegata come esca per i tonni. Le catture maggiori avvengono nelle isole Salomone, nelle isole Laccadive (India), nelle Filippine e nelle Maldive mentre nelle Hawaii le catture sono modeste. Viene impiegata anche per il consumo umano e commercializzata fresca, essiccata e salata. Nel Mediterraneo non ha nessun interesse per la pesca.

## Conservazione
S. delicatulus è distribuita su un ampio areale ed è comune nella maggior parte di esso. In alcune aree è tuttavia intensamente pescata per essere impiegata come esca e si sono verificate rarefazioni locali nelle Laccadive e nelle Filippine, soprattutto a causa del fatto che vengono prelevati prevalentemente individui immaturi. Globalmente comunque non è una specie minacciata e la lista rossa IUCN la classifica come "a rischio minimo".